# Konrad Hustaedt
Konrad Hustaedt (* 26. November 1874 in Neustrelitz; † 17. Oktober 1948 ebenda) war ein deutscher Heimatforscher, Kunsthistoriker und Konservator.

## Leben
Konrad Hustaedt war der Sohn des Baumeisters Ferdinand Hustädt (1831–1903) und dessen Frau Hermine, geb. Nauwerck (1855–1943).
Hustaedt besuchte das Gymnasium Neustrelitz, verließ es aber anscheinend ohne Abitur und wählte eine Berufsausbildung im Baufach. Er studierte danach Kunstgeschichte und Hochbau in Charlottenburg, Rostock und München, arbeitete auch eine Zeit lang bei Ausgrabungen in Athen, bereiste Peloponnes, Sizilien und Frankreich.
1904 kehrte Hustaedt nach Neustrelitz zurück, ließ sich als Privatgelehrter nieder und übernahm nach dem Tod des Vaters die Verwaltung von dessen Vermögen. 1916 trat Hustaedt in den mecklenburg-strelitzschen Staatsdienst ein, half als wissenschaftlicher Mitarbeiter beim Aufbau des Mecklenburg-Strelitzschen Landesmuseums in Neustrelitz und wurde drei Jahre später zum Konservator berufen. Hustaedt war befreundet mit Walter Karbe und ab 1925 Mitglied des Mecklenburg-Strelitzer Vereins für Geschichte und Heimatkunde (# 276).

## Werke
Hustaedt war ein produktiver Publizist mit gewisser Vorliebe für die Kunstgeschichte seiner näheren mecklenburgischen Heimat und insbesondere der Theater- und Neustrelitzer Stadtgeschichte.
- Hohenzieritz. Ein Geleitwort zur Betrachtung seiner Kunstdenkmäler und Erinnerungsstätten. Hofbuchdruckerei H. Bohl, Neustrelitz 1910.
- Grabmalkunst auf dem alten Friedhofe zu Neustrelitz. In: Mecklenburg. Zeitschrift des Heimatbundes Mecklenburg. Bd. 11 (1916), Heft 1, S. 23–30 und Heft 2, S. 54–59. (Digitalisat)
- 200 Jahre Hofapotheke zu Neustrelitz. 1943

## Nachlass
Hustaedts privater Nachlass besteht zu etwa 85 % aus schwer lesbaren handschriftlichen Aufzeichnungen, die sich im Neustrelitzer Stadtarchiv befinden.